# Дембно (Воловський повіт)
Дембно (пол. Dębno, нім. Schöneiche) — село в Польщі, у гміні Волув Воловського повіту Нижньосілезького воєводства.
Населення — 184 особи (2011).
У 1975-1998 роках село належало до Вроцлавського воєводства.

## Демографія
Демографічна структура станом на 31 березня 2011 року:
|          | Загалом | Допрацездатний вік | Працездатний вік | Постпрацездатний вік |
| -------- | ------- | ------------------ | ---------------- | -------------------- |
| Чоловіки | 96      | 15                 | 76               | 5                    |
| Жінки    | 88      | 17                 | 61               | 10                   |
| Разом    | 184     | 32                 | 137              | 15                   |